# Aselliscus stoliczkanus
Aselliscus stoliczkanus е вид бозайник от семейство Hipposideridae.

## Разпространение
Видът е разпространен във Виетнам, Китай, Лаос, Малайзия, Мианмар и Тайланд.